# Consol Mata i Parreño
Consol Mata Parreño (Castelló de la Plana, 1954) és una arqueòloga valenciana especialitzada en cultura material ibèrica, patrimoni i arqueologia de Gènere. Actualment és la directora del Departament de Prehistòria i Arqueologia de la Universitat de València. Ha escrit tres llibres, ha dirigit diverses tesis doctorals i ha escrit més de 50 articles en revistes i col·laborat i coordinat més de 30 obres col·lectives.
Va estudiar Filosofia i Lletres a la Universitat de València, en 1988 va entrar com a professora associada en el Departament de Prehistòria i Arqueologia de la mateixa universitat, i des de 1991 és professora titular d'aquesta institució. Va dirigir, juntament amb Helena Bonet, les excavacions a El Puntal dels Llops (1978-1985), un fortí ibèric situat en els contraforts meridionals de la Serra Calderona, proper a la població d'Olocau. La combinació del treball de camp amb la introducció de nous models interpretatius relacionats amb l'estudi del territori, li va portar a publicar juntament amb Helena Bonet Rosat i Joan Bernabeu Auban un estudi pioner sobre l'organització político-territorial de l'antiga Edetania. En ell aprofundeixen en les relacions jeràrquiques construïdes entre els assentaments de la regió, com El Puntal dels Llops, El Castellet de Bernabé i El Tossal de Sant Miquel.
Des de la dècada dels 1980 ha dirigit diverses campanyes d'excavació (1983-1987, 1988, 1991, 1993, 1994) en el jaciment ibèric de Kelin, als afores de l'actual població de Caudete de las Fuentes, a la Plana d'Utiel, del que és l'arqueòloga responsable del poblat. Els seus primers treballs a la zona van constituir la base de la seua tesi doctoral Los Villares (Caudete de las Fuentes). Origen y evolución de la Cultura Ibérica (1987) dirigida per Milagro Gil-Mascarell a la Universitat de València. Des de 2004 se celebren en Kelin unes jornades de portes obertes en les quals es realitzen visites teatralitzades i tallers sobre la cultura ibèrica.
A principis dels anys 1990 va publicar juntament amb Helena Bonet una tipologia de ceràmica ibèrica fina (classe A) i de cuina (classe B), que continua sent d'obligada referència per als especialistes al món ibèric. També ha investigat amb precisió el ritual ibèric d'incineració.
Ha coordinat estudis sobre els usos reals i simbòlics de plantes i animals al món ibèric. A partir d'aquest projecte s'ha creat una base de dades online d'accés lliure.